# Зрече (община)
Община Зрече (словен. Občina Zreče) — одна з общин у центральній Словенії. Адміністративний центр — місто Зрече. Община затвердила себе як важлива туристична область.

## Населення
2011 року в общині проживало 6467 осіб, 3305 чоловіків і 3162 жінок. Чисельність економічно активного населення (за місцем проживання), 2841 осіб. Середня щомісячна чиста заробітна плата одного працівника (EUR), 874,35 (в середньому по Словенії 987.39). Приблизно кожен другий житель у громаді має автомобіль (52 автомобілі на 100 жителів). Середній вік жителів — 39,7 роки (в середньому по Словенії — 41.8).